# Kfz-Kennzeichen (Großbritannien)

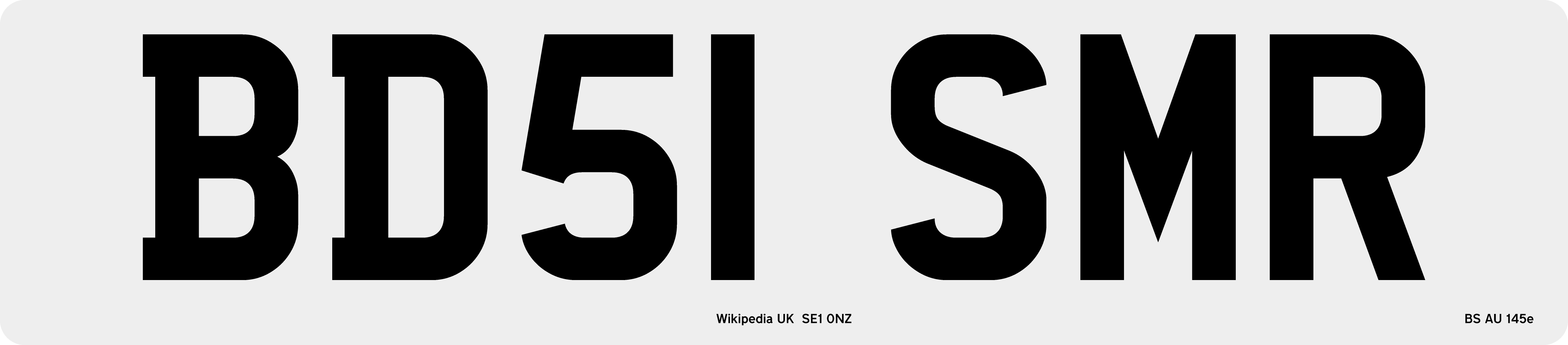
Kfz-Kennzeichen aus dem Vereinigten Königreich, vorne

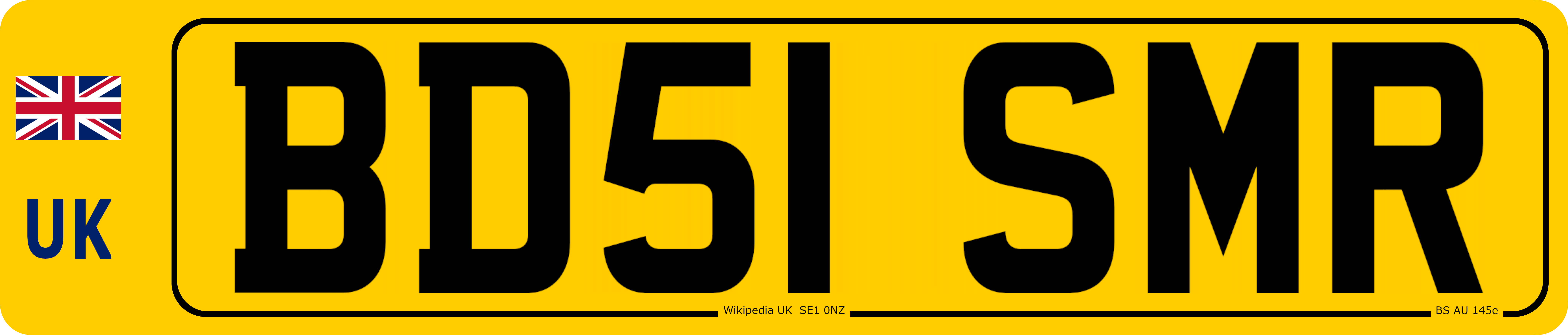
Kfz-Kennzeichen aus dem Vereinigten Königreich, hinten

Eine individuelle amtliche Kennzeichnung müssen Kraftfahrzeuge im Vereinigten Königreich seit 1904 tragen. Sie ist regelmäßig fahrzeuggebunden, bleibt also (von Ausnahmen abgesehen) nach Standort- oder Halterwechsel lebenslang beim Fahrzeug.
Seit 2001 wird dieses Kennzeichen nach neuem System zugeteilt:
Die Kennzeichen haben die Form CC NN XXX (CC = Herkunftscode; NN = Jahrescode der Erstzulassung (01–49: erste Jahreshälfte im angegebenen Jahr, 51–99: zweite Jahreshälfte in dem Jahr); XXX = Unterscheidungsbuchstabengruppe (fortlaufend vergeben, mit Ausnahme von I, Q und bestimmten Kombinationen)). Die vordere Kennzeichentafel hat einen weißen Hintergrund mit schwarzer Schrift, das hintere Kennzeichenschild hat einen gelben Hintergrund mit schwarzer Schrift. Es existieren weitere mögliche Designs mit Landesherkunftszeichen. Seit September 2021 werden Kennzeichen mit Nationalflagge und dem neuen UK-Kürzel ausgegeben.
Der Jahrescode wechselt jeweils am 1. März und 1. September. Dabei wird vom 1. März bis zum 31. August die zweistellige Jahreszahl verwendet, vom 1. September bis zum 28./29. Februar des Folgejahres der um 50 erhöhte Wert.
Ein Q an erster Stelle bedeutet, dass das Fahrzeug von Grund auf verändert wurde, also beispielsweise die Optik gegenüber der bei Erstzulassung erheblich verändert oder das Auto nach einem Totalschaden wieder aufgebaut wurde.
In Nordirland wird ein abweichendes Kennzeichensystem verwendet.

## Jahrescodes
| Jahr | März–August | September–Februar |
| ---- | ----------- | ----------------- |
| 2001 | 01          | 51                |
| 2002 | 02          | 52                |
| 2003 | 03          | 53                |
| 2004 | 04          | 54                |
| 2005 | 05          | 55                |
| 2006 | 06          | 56                |
| 2007 | 07          | 57                |
| 2008 | 08          | 58                |
| 2009 | 09          | 59                |
| 2010 | 10          | 60                |
| 2011 | 11          | 61                |
| 2012 | 12          | 62                |
| 2013 | 13          | 63                |
| 2014 | 14          | 64                |
| 2015 | 15          | 65                |
| 2016 | 16          | 66                |
| 2017 | 17          | 67                |
| 2018 | 18          | 68                |
| 2019 | 19          | 69                |
| 2020 | 20          | 70                |
| 2021 | 21          | 71                |
| 2022 | 22          | 72                |
| 2023 | 23          | 73                |
| 2024 | 24          | 74                |
| 2025 | 25          | 75                |

| Jahr | März–August | September–Februar |
| ---- | ----------- | ----------------- |
| 2026 | 26          | 76                |
| 2027 | 27          | 77                |
| 2028 | 28          | 78                |
| 2029 | 29          | 79                |
| 2030 | 30          | 80                |
| 2031 | 31          | 81                |
| 2032 | 32          | 82                |
| 2033 | 33          | 83                |
| 2034 | 34          | 84                |
| 2035 | 35          | 85                |
| 2036 | 36          | 86                |
| 2037 | 37          | 87                |
| 2038 | 38          | 88                |
| 2039 | 39          | 89                |
| 2040 | 40          | 90                |
| 2041 | 41          | 91                |
| 2042 | 42          | 92                |
| 2043 | 43          | 93                |
| 2044 | 44          | 94                |
| 2045 | 45          | 95                |
| 2046 | 46          | 96                |
| 2047 | 47          | 97                |
| 2048 | 48          | 98                |
| 2049 | 49          | 99                |
| 2050 | 50          | 00                |

## Herkunftscodes
Die neuen Herkunftscodes unterscheiden sich von den alten Herkunftscodes. Sie bestehen ebenfalls aus zwei Buchstaben, von denen der erste (Local Memory Tag) das Gebiet und der zweite (Local Identifier) die Zulassungsstelle (Vehicle Registration Office) bezeichnet:
| Local Memory Tag                              | Zulassungsstelle               | Local Identifier                    |
| --------------------------------------------- | ------------------------------ | ----------------------------------- |
| A Anglia                                      | Peterborough                   | A B C D E F G H J K L M N           |
| A Anglia                                      | Norwich                        | O P R S T U                         |
| A Anglia                                      | Ipswich                        | V W X Y                             |
| B Birmingham                                  | Birmingham                     | A–Y                                 |
| C Cymru/Wales                                 | Cardiff                        | A B C D E F G H J K L M N O         |
| C Cymru/Wales                                 | Swansea                        | P R S T U V                         |
| C Cymru/Wales                                 | Bangor                         | W X Y                               |
| D Deeside und Shrewsbury                      | Chester                        | A B C D E F G H J K                 |
| D Deeside und Shrewsbury                      | Shrewsbury                     | L M N O P R S T U V W X Y           |
| E Essex                                       | Chelmsford                     | A–Y                                 |
| F Forest and Fens                             | Nottingham                     | A B C D E F G H J K L M N P         |
| F Forest and Fens                             | Lincoln                        | R S T V W X Y                       |
| G Garden of England (Kent, Surrey und Sussex) | Maidstone                      | A B C D E F G H J K L M N O         |
| G Garden of England (Kent, Surrey und Sussex) | Brighton                       | P R S T U V W X Y                   |
| H Hampshire and Dorset                        | Bournemouth                    | A B C D E F G H J                   |
| H Hampshire and Dorset                        | Portsmouth                     | K L M N O P R S T U V X Y           |
| H Hampshire and Dorset                        | Isle of Wight                  | W                                   |
| J                                             | Reserve                        | A–Y                                 |
| K (Luton und Northampton)                     | Luton                          | A B C D E F G H J K L               |
| K (Luton und Northampton)                     | Northampton                    | M N O P R S T U V W X Y             |
| L London                                      | Wimbledon                      | A B C D E F G H J                   |
| L London                                      | Stanmore, ab 2006: Borehamwood | K L M N O P R S T                   |
| L London                                      | Sidcup                         | U V W X Y                           |
| M Manchester                                  | Manchester                     | A–Y                                 |
| N North East England                          | Newcastle                      | A B C D E G H J K L M N O           |
| N North East England                          | Stockton-on-Tees               | P R S T U V W X Y                   |
| O Oxford                                      | Oxford                         | A–Y                                 |
| P Preston and Peaks                           | Preston                        | A B C D E F G H J K L M N O P R S T |
| P Preston and Peaks                           | Carlisle                       | U V W X Y                           |
| R Reading                                     | Reading                        | A–Y                                 |
| S Schottland                                  | Glasgow                        | A B C D E F G H J                   |
| S Schottland                                  | Edinburgh                      | K L M N O                           |
| S Schottland                                  | Dundee                         | P R S T                             |
| S Schottland                                  | Aberdeen                       | U V W                               |
| S Schottland                                  | Inverness                      | X Y                                 |
| T                                             | Reserve                        | A–Y                                 |
| U                                             | Reserve                        | A–Y                                 |
| V Valley of River Severn                      | Worcester                      | A–Y                                 |
| W West Country (South West England)           | Exeter                         | A B C D E F G H J                   |
| W West Country (South West England)           | Truro                          | K L                                 |
| W West Country (South West England)           | Bristol                        | M N O P R S T U V W X Y             |
| X (EU-Export)                                 | März/September                 | A                                   |
| X (EU-Export)                                 | April/Oktober                  | B                                   |
| X (EU-Export)                                 | Mai/November                   | C                                   |
| X (EU-Export)                                 | Juni/Dezember                  | D                                   |
| X (EU-Export)                                 | Juli/Januar                    | E                                   |
| X (EU-Export)                                 | August/Februar                 | F                                   |
| X                                             | Reserve                        | G–Y                                 |
| Y Yorkshire                                   | Leeds                          | A B C D E F G H J K                 |
| Y Yorkshire                                   | Sheffield                      | L M N O P R S T U                   |
| Y Yorkshire                                   | Beverley                       | V W X Y                             |

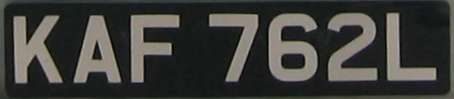
Schwarzes KFZ-Kennzeichen

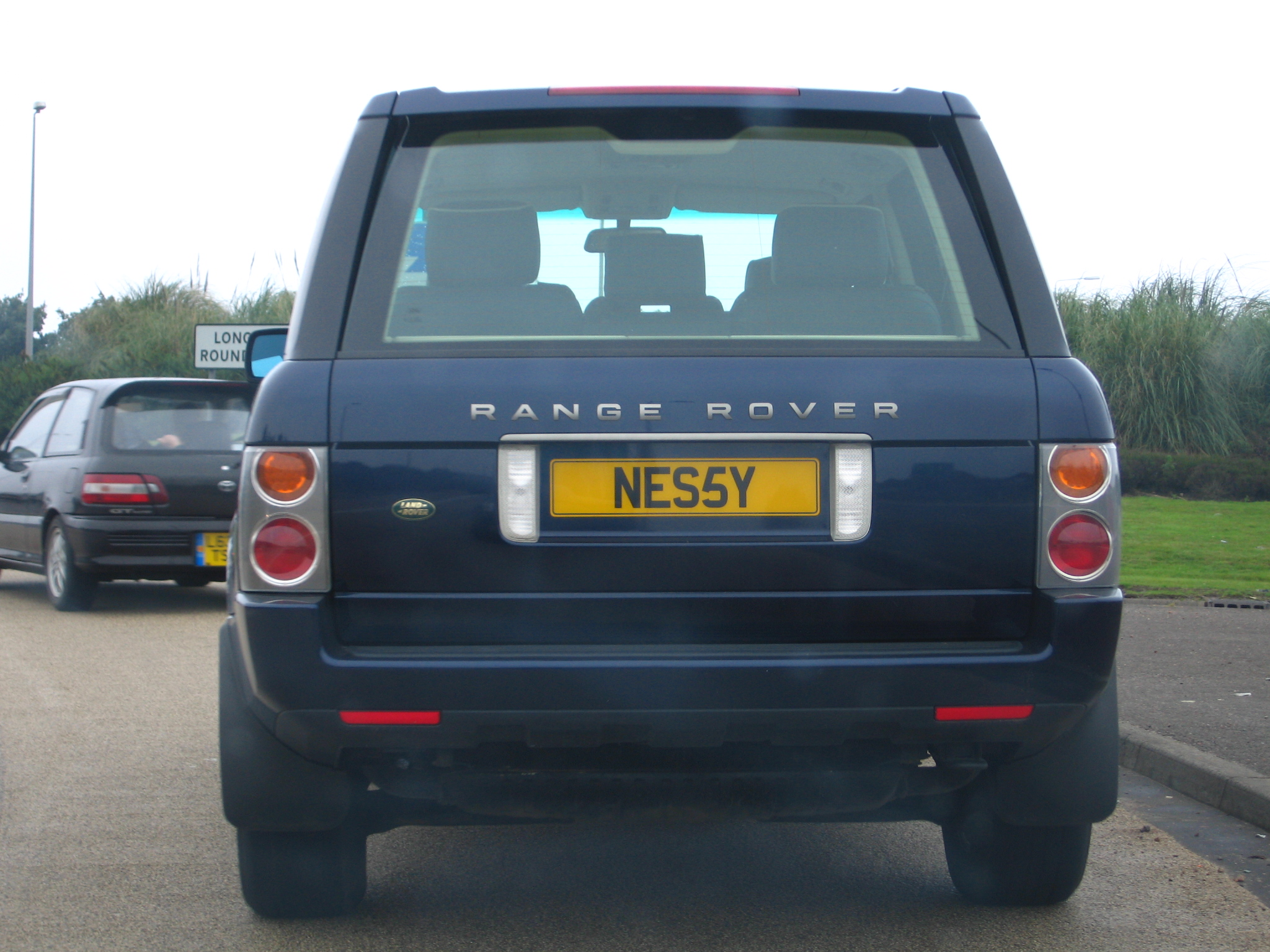
Wunschkennzeichen NES 5Y

Da das Kennzeichen ein Fahrzeug während seiner gesamten Lebensdauer begleitet, geben die Herkunftsbuchstaben nur den Ort der Erstanmeldung an. Hergestellt werden können die Tafeln von jeder Firma unter Einhaltung bestimmter Normen; dadurch sind auch Werbeaufschriften der Firma auf der Tafel möglich. Neben der vorwiegend verwendeten Schriftart gibt es auch Schilder mit Schmuck- und Schreibschrift oder in Fraktur.
Bei einem Weiterverkauf eines Kennzeichens ist der Verkäufer verpflichtet, dies der Zulassungsbehörde mitzuteilen, da sonst die Kraftfahrzeugsteuer weiter von ihm erhoben wird.
Vereinzelt sieht man noch bei Oldtimern die alten schwarzen Nummerntafeln mit weißer Schrift, welche bis zum 1. Januar 1973 ausgegeben worden sind.
Es gibt auch Wunschkennzeichen, die nicht an den jeweiligen Zulassungsbesitzer gebunden sind. Daher ist ein schwunghafter Handel mit diesen Nummern möglich.

## Wiederzulassung
Wird ein Fahrzeug erneut zugelassen, z. B. wenn der Vorbesitzer das alte Kennzeichen für ein anderes Fahrzeug verwendet, wird ein neues Kennzeichen vergeben, welches dem Datum der Erstzulassung entspricht:
- Vor 1931: SVnnnn oder BSnnnn
- 1931 bis  1963: ASV1 – YSV999, BSK1 – YSK999, CSU1 – YSU999, GVS1 – YVS999, TYJ1 – YYJ999, KFF1 – YFF999, MFO1 – YFO999, PSY1 – YSY999, ASJ101 – YSJ998, ASL101 – YSL998, ab AAS101. Hier haben die Herkunftscodes keine Bedeutung; es sind reine Unterscheidungskennzeichen.
- Erstzulassung nach 1963: Diese Kfz bekommen die nächste Sequenz der Zulassungsstelle für das entsprechende Jahr. Ein Fahrzeug mit Erstzulassung im September 1969 in Greenock bekäme also das Kennzeichen SVS 323 H, wenn das letzte für das Jahressuffix H vergebene Kennzeichen SVS 322 H wäre.

## Herkunftszeichen in Großbritannien
Besitzer von in Großbritannien registrierten Fahrzeugen können sich Kennzeichen mit dem Union Jack und dem Buchstaben „UK“, aber auch Kennzeichenschilder mit einem Herkunftszeichen aus einem der drei Landesteile England, Schottland oder Wales zuteilen lassen. 
| Vereinigtes Konigreich                                              | England                       | Schottland                      | Wales                                   |
| ------------------------------------------------------------------- | ----------------------------- | ------------------------------- | --------------------------------------- |
| GB – GREAT BRITAIN Great Britain UK – UNITED KINGDOM United Kingdom | ENG – Eng – ENGLAND – England | SCO – Sco – SCOTLAND – Scotland | CYM – Cym – CYMRU – Cymru WALES – Wales |
|                                                                     |                               |                                 |                                         |

Diese Kennzeichen sind im gesamten Vereinigten Königreich gültig.

## Nutzung im Ausland

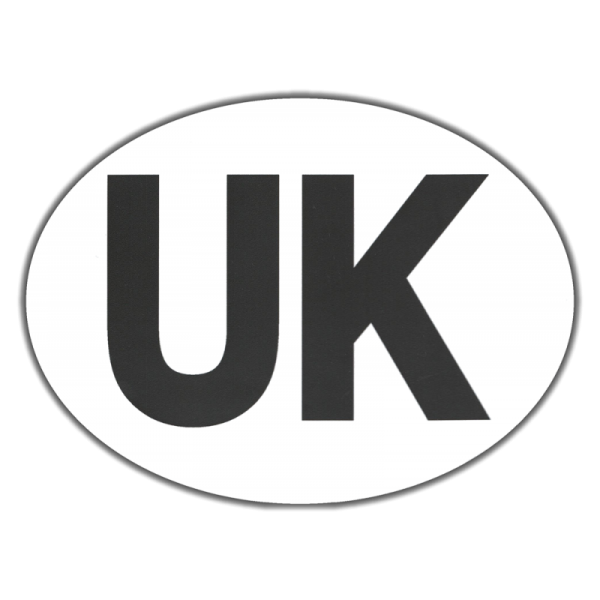
Aufkleber

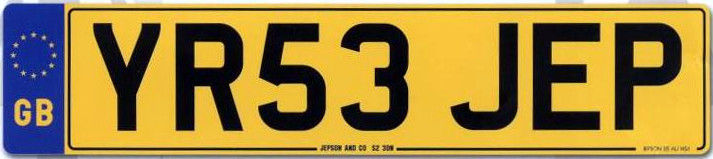
Kfz-Kennzeichen von 2001 mit EU-Flagge

Britische Zulassungen und Nummernschilder sind im Ausland, auch wenn sie die Herkunftsbezeichnung von England, Wales oder Schottland tragen, uneingeschränkt gültig. 
Bei Fahrten ins Ausland muss aufgrund internationalen Rechts in diesen Fällen, wenn nicht bereits im Kennzeichen das Herkunftsland „UK“ eingetragen sein sollte, am Fahrzeug zusätzlich ein länglich-ovaler Nationalitätenaufkleber „UK“ angebracht sein. Großbritannien zeigte am 30. Juni 2021 den Vereinten Nationen an, dass es künftig statt „GB“ das Unterscheidungskennzeichen „UK“ führen möchte. Diese Neuerung trat am 28. September 2021 in Kraft.
Ein „UK“-Aufkleber ist auch bei älteren britischen Kennzeichen, die z. B. noch das blaue EU-Feld mit den 12 Europa-Sternen und der Bezeichnung „GB“ aufweisen, bei Fahrten ins Ausland erforderlich. Diese Kennzeichen bleiben weiterhin gültig, bedürfen aber im internationalen Verkehr eines länglich-ovalen „UK“-Aufklebers auf der hinteren Fahrzeugseite.

## Beispiele möglicher Kennzeichenausgestaltungen
| Beispiel für CYM (Wales)    | Beispiel für Cymru (Wales)       | Beispiel für Wales         | Beispiel für ENG (England)               |
|                             |                                  |                            |                                          |
| Beispiel für England        | Beispiel für GB (Großbritannien) | Beispiel für Great Britain | Beispiel für UK (Vereinigtes Königreich) |
|                             |                                  |                            |                                          |
| Beispiel für United Kingdom | Beispiel für SCO (Schottland)    | Beispiel für Scotland      | Beispiel für keine Kennung               |

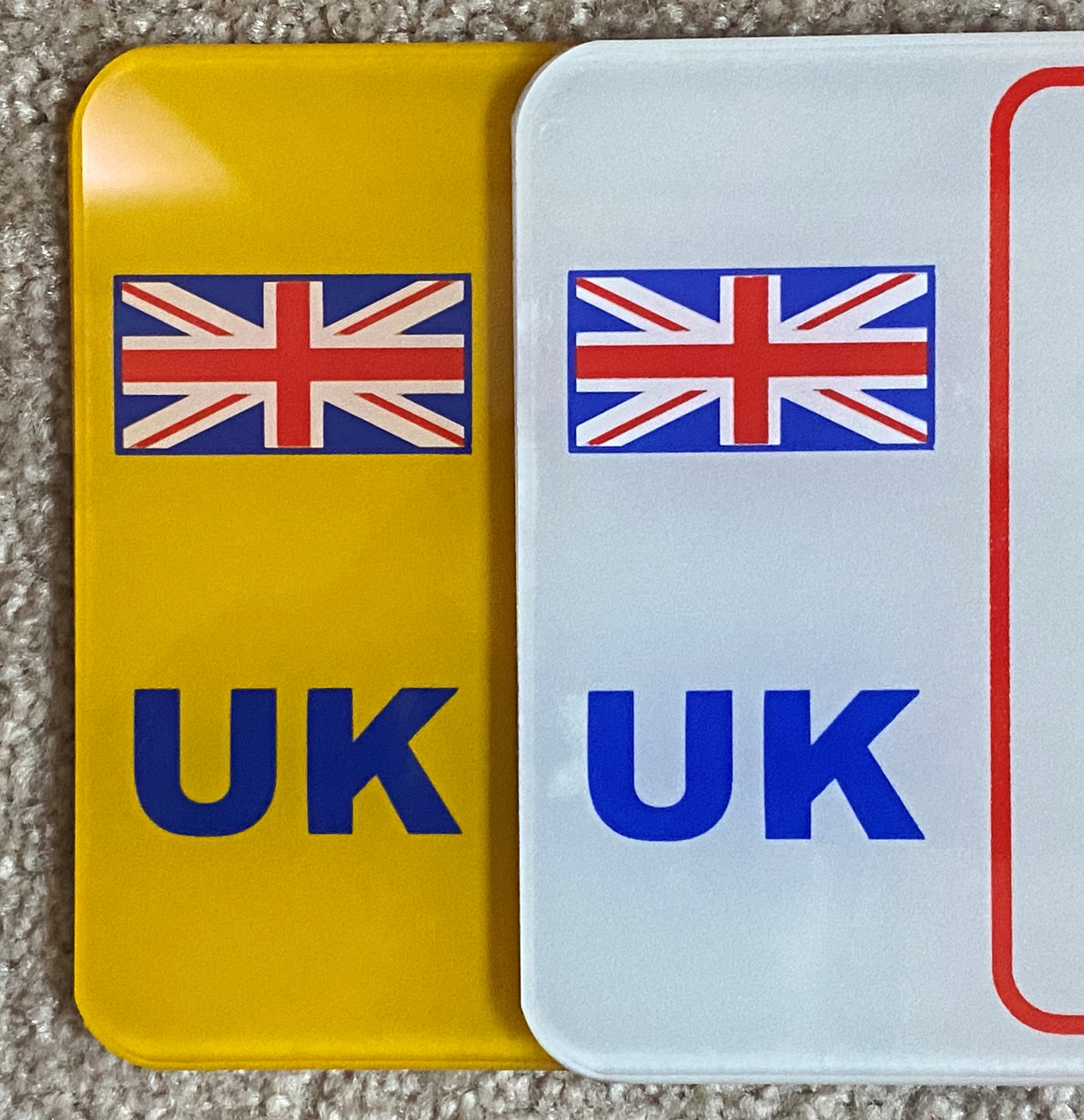
Neues UK-Zeichen
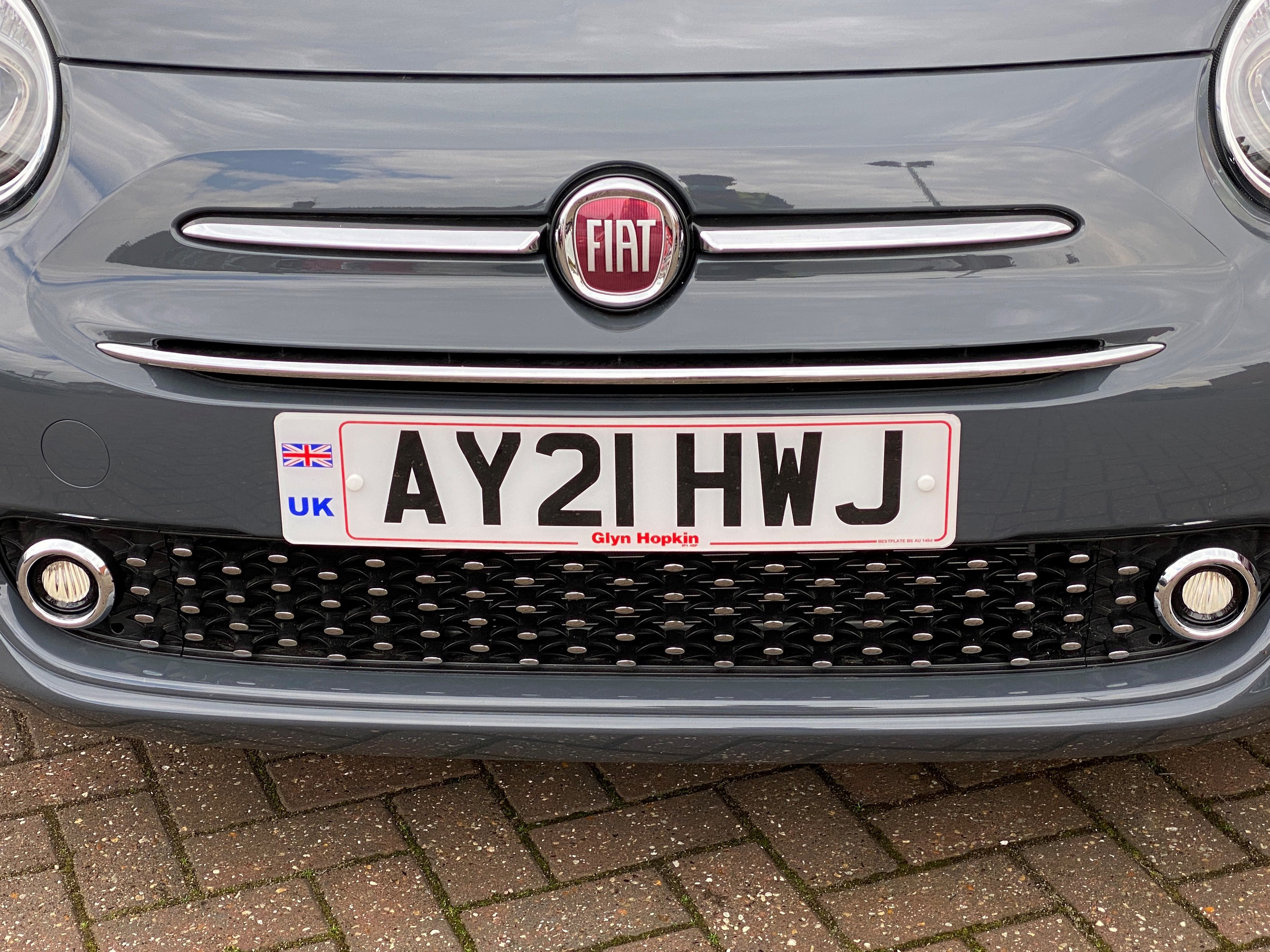
Beispiel eines Nummernschildes im neuen UK-Design
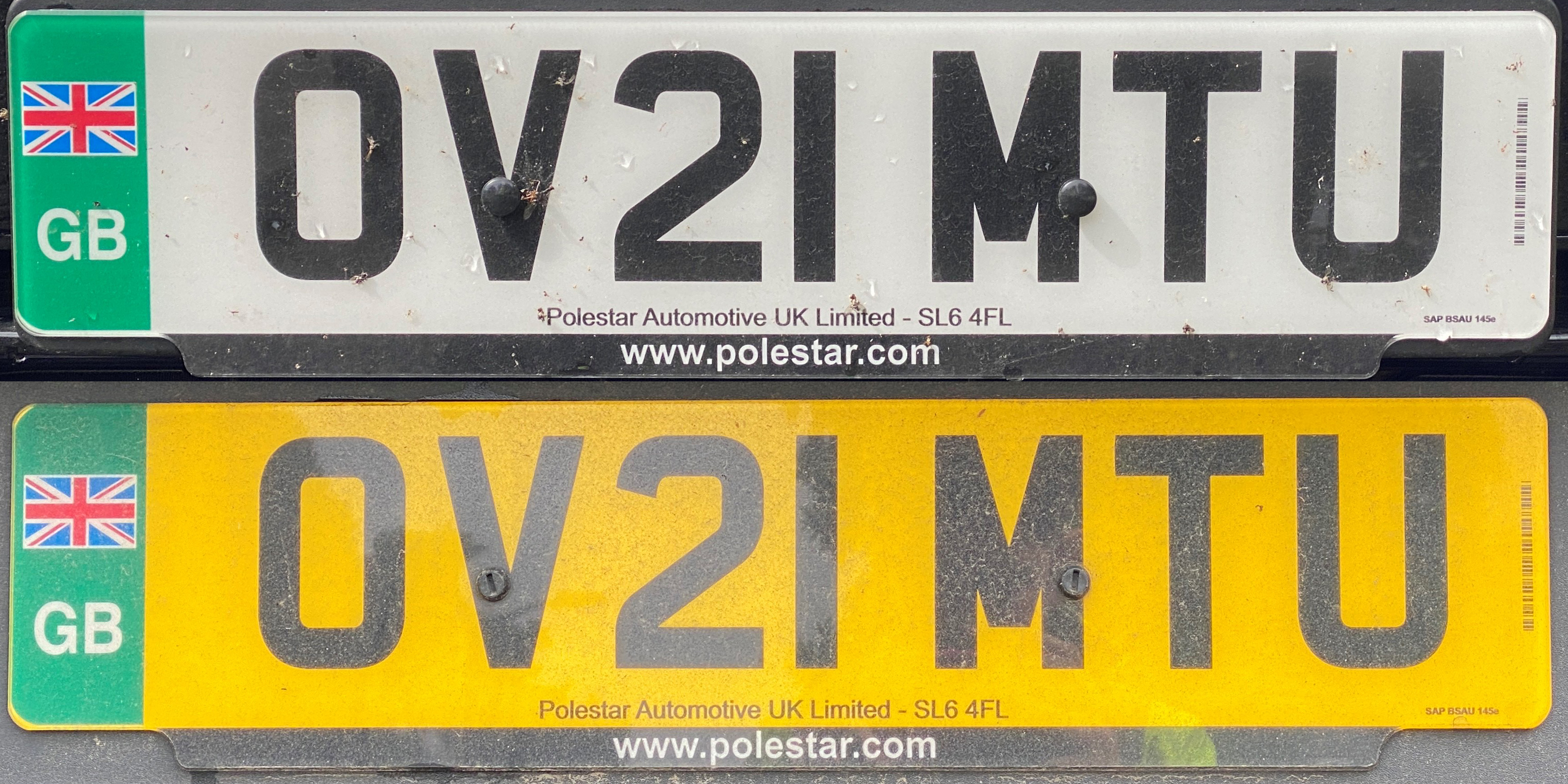
Kennzeichen für lokal-emissionsfreie Fahrzeuge noch mit auslaufendem GB-Design

## Anhängerkennzeichen

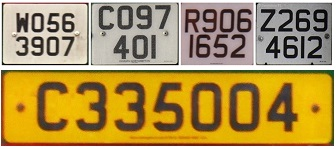
Britische Anhänger-Kennzeichen

Seit 2019 müssen bestimmte Anhänger, die international eingesetzt werden, bei der Driver and Vehicle Licensing Agency (DVLA) registriert sein. Dem Anhänger wird eine Registrierungsnummer zugewiesen, die auf dem Anhänger angezeigt werden muss. Dies gilt für:
- alle gewerblich genutzten Anhänger, die über 750 kg Bruttogewicht wiegen
- alle nicht gewerblich genutzten Anhänger, die über 3.500 kg Bruttogewicht wiegen

Das Format des Anhängerkennzeichens ist ein Buchstabe, gefolgt von sieben Zahlen, die sich über zwei Zeilen erstrecken. 
Diese Anhänger müssen nur zugelassen werden, wenn sie durch ein Land im Ausland reisen, das das Wiener Übereinkommen über den Straßenverkehr von 1968 unterzeichnet hat. Bis heute haben die Republik Irland, Malta, Spanien und Zypern dieses Übereinkommen noch nicht unterzeichnet.

## Geschichte
Seit 1904 müssen alle Kraftfahrzeuge im Vereinigten Königreich Kennzeichen tragen. Nur die offiziellen Fahrzeuge des Souveräns, also aktuell des Königs, sind hiervon ausgenommen. Die Kennzeichen wurden bis 1974 von den regionalen Verwaltungsbehörden vergeben, ab 1974 werden sie von den regionalen Vehicle Registration Offices des Verkehrsministeriums vergeben. Jeder Verwaltungsbehörde wurde ursprünglich mindestens ein Herkunftscode zugeteilt.

### 1903 bis in die 1930er
In dieser Zeit hatten die Kennzeichen das Format C NNNN bzw. CC NNNN, wobei C oder CC den Herkunftscode bezeichnet und NNNN für eine maximal vierstellige Zahl (ohne führende Nullen) steht.

### Die 1930er bis in die 1950er
Ab ungefähr 1932 wurde den aus zwei Buchstaben bestehenden Herkunftscodes ein weiterer Unterscheidungsbuchstabe vorangestellt. Die Kennzeichen hatten nun das Format XCC NNN, wobei X für einen Unterscheidungsbuchstaben steht und NNN für eine maximal dreistellige Zahl. Der Unterscheidungsbuchstabe wurde in die Zählfolge der Unterscheidungsnummer aufgenommen, so dass z. B. auf das Kennzeichen AJF 999 das Kennzeichen BJF 1 folgte.
Die aus einem Buchstaben bestehenden Herkunftscodes wurden nicht mehr vergeben.

### Die 1950er und die 1960er
Verwaltungsbehörden, deren Zuteilungskontingent erschöpft war, tauschten die Buchstaben- und Nummerngruppe, so dass Kennzeichen das Format NNN XCC bekamen.
Bei einigen Behörden waren gegen Ende der 1950er Jahre auch diese Kombinationen erschöpft, so dass sie bis in die 1960er Jahre das Schema verwendeten, das von 1903 bis in die 1930er Jahre galt, allerdings waren hier die Buchstaben- und Nummerngruppe vertauscht, z. B. 7842 N oder 8401 AA.

### 1963 bis 1983
Anfang der 1960er Jahre waren bei einigen Behörden erneut die Nummernkontingente erschöpft, so dass sie ab 1963 damit begannen, einen Buchstaben als Jahressuffix an das Kennzeichen anzufügen, das somit das Format XCC NNN Y bekam. Erst ab 1965, mit dem Jahressuffix C, mussten alle Behörden das Jahressuffix verwenden. Am 1. Januar 1973 wurde die Farbe der Kennzeichen von schwarz mit weißer/silberner Schrift auf weiß-gelb mit schwarzer Schrift umgestellt.

#### Jahressuffix
- A 1963
- B 1964
- C 1965
- D 1966
- E Januar 1967 bis Juli 1967
- F August 1967 bis Juli 1968
- G 1968/69 (jeweils August bis Juli)
- H 1969/70
- J 1970/71
- K 1971/72
- L 1972/73
- M 1973/74
- N 1974/75
- P 1975/76
- R 1976/77
- S 1977/78
- T 1978/79
- V 1979/80
- W 1980/81
- X 1981/82
- Y 1982/83

### 1983 bis 2001

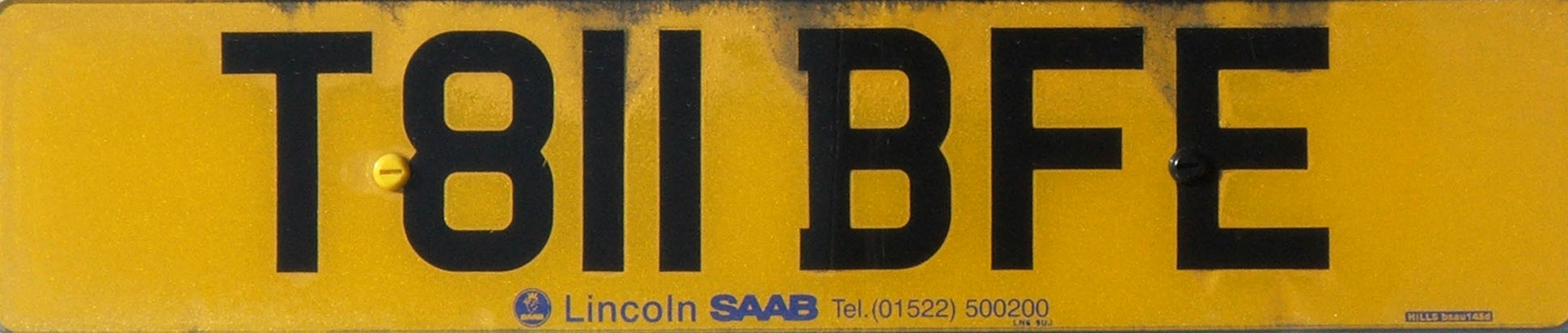
Kennzeichenformat von 1983 bis 2001

Als 1983 die Jahressuffixe erschöpft waren, wurde das Kennzeichenformat zu Y NNN XCC umgedreht; es gab somit ein Jahrespräfix. Dieses Schema hatte bis 2001 in Großbritannien Gültigkeit.

#### EU-Export
Seit 1993 wurde der Code XP für steuerfreie Fahrzeuge für den EU-Export (XPort) verwendet. Der Jahrescode und die Unterscheidungsnummer wurden dabei wie üblich vergeben. Allerdings wurden nur die Unterscheidungsbuchstaben A bis M (außer I) vergeben, die für die Monate Januar bis Dezember standen.

#### Jahrespräfix
- A 1983/84 (jeweils August bis Juli)
- B 1984/85
- C 1985/86
- D 1986/87
- E 1987/88
- F 1988/89
- G 1989/90
- H 1990/91
- J 1991/92
- K 1992/93
- L 1993/94
- M 1994/95
- N 1995/96
- P 1996/97
- Q Datum der Erstzulassung unbekannt
- R 1997/98
- S August 1998 bis Februar 1999
- T März 1999 bis August 1999
- V September 1999 bis Februar 2000
- W März 2000 bis August 2000
- X September 2000 bis Februar 2001
- Y März 2001 bis August 2001

### Regionale Herkunftscodes
| Herkunftscode | Zulassungsstelle                     | Anmerkungen |
| ------------- | ------------------------------------ | --- |
| A             | London                               | (bis 1905) |
| AA            | Salisbury                            | Hampshire bis 1974, Salisbury 1974 bis 1980, zugeteilt durch Bournemouth für das Gebiet von Salisbury ab 1980                                                                            |
| AB            | Worcester                            | Worcestershire bis 1974 |
| AC            | Coventry                             | Warwickshire bis 1974 |
| AD            | Gloucester                           | Gloucestershire bis 1974 |
| AE            | Bristol                              | |
| AF            | Truro                                | Cornwall bis 1974 |
| AG            | Beverley/Hull                        | Ayrshire bis 1974 |
| AH            | Norwich                              | Norfolk bis 1974 |
| AJ            | Middlesbrough                        | North Yorkshire bis 1974 |
| AK            | Sheffield                            | Bradford bis 1974 |
| AL            | Nottingham                           | Nottinghamshire bis 1974 |
| AM            | Swindon                              | Wiltshire bis 1974 |
| AN            | Reading                              | West Ham bis 1965, Greater London 1965 bis 1974; die Kombination MAN wurde nicht ausgegeben, reserviert für die Isle of Man                                                              |
| AO            | Carlisle                             | Cumberland bis 1974 |
| AP            | Brighton                             | East Sussex bis 1974 |
| AR            | Chelmsford                           | Hertfordshire bis 1974 |
| AS            | Inverness                            | Nairnshire bis 1974 |
| AT            | Beverley VRO – Hull                  | |
| AU            | Nottingham                           | |
| AV            | Peterborough                         | Aberdeenshire bis 1974; die Kombination LAV wurde nicht ausgegeben |
| AW            | Shrewsbury                           | Shropshire bis 1974 |
| AX            | Cardiff                              | Monmouthshire bis 1974 |
| AY            | Leicester                            | Leicestershire bis 1974 |
| B             | Lancashire                           | (bis 1919) |
| BA            | Manchester                           | Salford bis 1974 |
| BB            | Newcastle-upon-Tyne                  | |
| BC            | Leicester                            | |
| BD            | Northampton                          | Northamptonshire bis 1974 |
| BE            | Grimsby                              | Lindsey bis 1974, Grimsby bis 1980, zugeteilt durch Lincoln für Grimsby seit 1980 |
| BF            | Stoke-on-Trent                       | Dorset bis 1904, nicht ausgegeben 1904–1960, Staffordshire 1960–1974 |
| BG            | Liverpool                            | Birkenhead bis 1974 |
| BH            | Luton                                | Buckinghamshire bis 1974 |
| BJ            | Ipswich                              | East Suffolk bis 1974 |
| BK            | Portsmouth                           | |
| BL            | Reading                              | Berkshire bis 1974 |
| BM            | Luton                                | Bedfordshire bis 1974 |
| BN            | Bolton                               | Bolton bis 1981, zugeteilt durch Manchester für Bolton ab 1981, sehr selten 1981–1997 |
| BO            | Cardiff                              | |
| BP            | Portsmouth                           | West Sussex bis 1974 |
| BR            | Durham                               | Sunderland bis 1974, Durham bis 1981, zugeteilt durch Newcastle für Durham ab 1981; selten 1981–1997                                                                                     |
| BS            | Orkney Islands                       | Kirkwall bis 1980, zugeteilt durch Inverness für die Orkney Isles seit 1980, selten auf der Hauptinsel                                                                                   |
| BT            | York                                 | East Riding of Yorkshire bis 1974, York 1974 bis 1980, zugeteilt durch Leeds für York ab 1980; selten 1980–1997                                                                          |
| BU            | Manchester                           | Oldham bis 1974 |
| BV            | Preston                              | Blackburn bis 1974 |
| BW            | Oxford                               | Oxfordshire bis 1974; sehr verbreitet |
| BX            | Carmarthenshire                      | zugeteilt durch Carmarthenshire County Council bis 1974, Haverfordwest von 1974 bis 1996, Swansea seit 1996                                                                              |
| BY            | London North West                    | Croydon bis 1965; Greater London 1965–1974 |
| C             | Yorkshire                            | (bis 1912) |
| CA            | Chester                              | Denbighshire bis 1974 |
| CB            | Bolton                               | Blackburn bis 1974, Bolton 1974–1981, zugeteilt durch Manchester seit 1981; sehr selten 1981–1997                                                                                        |
| CC            | Bangor                               | Caernarvonshire bis 1974 |
| CD            | Brighton                             | |
| CE            | Cambridge                            | Cambridge bis 1980, zugeteilt durch Peterborough ab 1980; selten 1980–1995 |
| CF            | Reading                              | West Suffolk bis 1974 |
| CG            | Salisbury                            | Hampshire bis 1974, Salisbury 1974–1980, zugeteilt durch Bournemouth für Salisbury ab 1980                                                                                               |
| CH            | Nottingham                           | Derby bis 1974 |
| CJ            | Hereford                             | Herefordshire bis 1971, Hereford bis 1981, zugeteilt durch Gloucester für Hereford ab 1981                                                                                               |
| CK            | Preston                              | |
| CL            | Norwich                              | |
| CM            | Liverpool                            | Birkenhead bis 1974 |
| CN            | Newcastle-upon-Tyne                  | Gateshead bis 1974 |
| CO            | nicht verwendet                      | zuletzt zugeteilt 1980, ehemals Plymouth |
| CP            | Huddersfield                         | Halifax bis 1974 |
| CR            | Portsmouth                           | Southampton bis 1974 |
| CS            | Ayr                                  | Ayrshire bis 1974, Ayr bis 1981, zugeteilt durch Glasgow für Ayr ab 1981 |
| CT            | Boston                               | Kesteven bis 1974, Boston bis 1981, zugeteilt durch Lincoln für Boston ab 1981 |
| CU            | Newcastle-upon-Tyne                  | South Shields bis 1974 |
| CV            | Truro                                | Cornwall bis 1974 |
| CW            | Preston                              | Burnley bis 1974 |
| CX            | Huddersfield                         | sehr verbreitet in den 1980ern – seitdem weniger verbreitet |
| CY            | Swansea                              | außer SCY seit 1971 = Scilly Isles, YCY nicht zugeteilt von 1978 bis März 2000 |
| D             | Kent                                 | (bis 1913 sowie 1964) |
| DA            | Birmingham                           | Wolverhampton bis 1974 |
| DB            | Manchester                           | Stockport bis 1974 |
| DC            | Middlesbrough                        | Teesside 1974–1981 |
| DD            | Gloucester                           | |
| DE            | Pembrokeshire                        | zugeteilt durch Pembrokeshire C.C. bis 1974, Haverfordwest von 1974 bis 1996 und Swansea seit 1996                                                                                       |
| DF            | Gloucester                           | Northampton bis 1905, erst wieder ausgegeben für Gloucester ab 1926 |
| DG            | Gloucester                           | |
| DH            | Dudley                               | Walsall bis 1974 |
| DJ            | Warrington                           | St Helens bis 1974, Warrington bis 1981, zugeteilt durch Liverpool für Warrington seit 1981; sehr selten 1981–1997                                                                       |
| DK            | Bolton                               | Rochdale bis 1974, Bolton bis 1981, zugeteilt durch Manchester für Bolton ab 1981; sehr selten 1981–1997                                                                                 |
| DL            | Isle of Wight                        | zugeteilt durch Newport bis 1981, Portsmouth seit 1981 |
| DM            | Chester                              | Flintshire bis 1974 |
| DN            | York                                 | York bis 1981, zugeteilt durch Leeds für York ab 1981; sehr selten 1981–1997 |
| DO            | Boston                               | Holland bis 1974, Boston bis 1981, zugeteilt durch Lincoln für Boston ab 1981 |
| DP            | Reading                              | |
| DR            | nicht verwendet                      | zuletzt zugeteilt 1980, ehemals Plymouth |
| DS            | Glasgow                              | Peebles bis 1974 |
| DT            | Sheffield                            | Doncaster bis 1974 |
| DU            | Coventry                             | |
| DV            | Exeter                               | Devon Council bis 1974 |
| DW            | Cardiff                              | Newport bis 1974 |
| DX            | Ipswich                              | |
| DY            | Hastings                             | Hastings bis 1980, zugeteilt durch Brighton für Hastings seit 1980 |
| E             | Staffordshire                        | (bis 1925 sowie 1953 bis 1964) |
| EA            | Dudley                               | West Bromwich bis 1974, selten seit 1994 |
| EB            | Cambridge                            | Isle of Ely bis 1965, Cambridge bis 1980, zugeteilt durch Peterborough für Cambridge seit 1980; selten 1980–1995                                                                         |
| EC            | Kendal                               | Westmorland bis 1974, Kendal bis 1981, zugeteilt durch Preston für Kendal seit 1981 |
| ED            | Warrington                           | Wigan bis 1974, Warrington bis 1981, zugeteilt durch Liverpool ab 1981, sehr selten |
| EE            | Grimsby                              | Grimsby bis 1980, zugeteilt durch Lincoln für Grimsby seit 1980 |
| EF            | Middlesbrough                        | West Hartlepool bis 1967, Hartlepool 1967–1974 |
| EG            | Peterborough                         | Huntingdon bis 1965 |
| EH            | Stoke-on-Trent                       | Hanley bis 1910 |
| EJ            | Aberystwyth                          | Cardiganshire bis 1974, Aberystwyth bis 1981, zugeteilt durch Bangor für Aberystwyth 1981–1983, und zugeteilt durch Haverfordwest für Aberystwyth ab 1983                                |
| EK            | Warrington                           | Wigan bis 1974, Warrington bis 1981, zugeteilt durch Liverpool ab 1981, sehr selten |
| EL            | Bournemouth                          | |
| EM            | Liverpool                            | Bootle bis 1974, selten seit dem 1996er P Präfix |
| EN            | Bolton                               | Bury bis 1974, Bolton bis 1981, zugeteilt durch Manchester für Bolton ab 1981; sehr selten 1981–1997                                                                                     |
| EO            | Barrow-in-Furness                    | Barrow-in-Furness bis 1981, zugeteilt durch Preston seit 1981 |
| EP            | Swansea                              | Montgomeryshire bis 1974 |
| ER            | Cambridge                            | Cambridge bis 1980, zugeteilt durch Peterborough ab 1980; selten 1980–1995 |
| ES            | Dundee                               | Perthshire bis 1974 |
| ET            | Sheffield                            | Rotherham bis 1974 |
| EU            | Bristol                              | Breconshire bis 1974 |
| EV            | Chelmsford                           | Essex bis 1974 |
| EW            | Peterborough                         | Huntingdon bis 1974; die Kombination JEW wurde nie ausgegeben |
| EX            | Norwich                              | Great Yarmouth bis 1974; die Kombination SEX wurde nie ausgegeben |
| EY            | Bangor                               | Anglesey bis 1974 |
| F             | Essex                                | (bis 1915 und 1957 bis 1964) |
| FA            | Stoke on Trent                       | Burton on Trent bis 1974 |
| FB            | Bristol                              | Bath bis 1974 |
| FC            | Oxford                               | sehr verbreitet |
| FD            | Dudley                               | selten seit 1994 |
| FE            | Lincoln                              | |
| FF            | Aberystwyth                          | Merionethshire bis 1974, Aberystwyth bis 1981, zugeteilt durch Bangor seit 1981 |
| FG            | Brighton                             | Fife bis 1974 |
| FH            | Gloucester                           | |
| FJ            | Exeter                               | |
| FK            | Dudley                               | Worcester bis 1974, selten seit 1994 |
| FL            | Peterborough                         | |
| FM            | Chester                              | |
| FN            | Canterbury                           | |
| FO            | Radnorshire                          | Radnorshire bis 1974, zugeteilt durch Hereford 1974–1981, zugeteilt durch Gloucester ab 1981                                                                                             |
| FP            | Leicester                            | Rutland bis 1974 |
| FR            | Preston                              | Blackpool bis 1974 |
| FS            | Edinburgh                            | |
| FT            | Newcastle                            | Tynemouth bis 1974 |
| FU            | Grimsby                              | Lindsey bis 1974, Grimsby bis 1980, zugeteilt durch Lincoln für Grimsby seit 1980 |
| FV            | Preston                              | Blackpool bis 1974 |
| FW            | Lincoln                              | Lindsey bis 1974 |
| FX            | Bournemouth                          | Dorset bis 1974 |
| FY            | Liverpool                            | Southport bis 1974 |
| G             | Glasgow                              | (bis 1921) |
| GA            | Glasgow                              | |
| GB            | Glasgow                              | |
| GC            | London South West                    | Greater London bis 1974 |
| GD            | Glasgow                              | |
| GE            | Glasgow                              | |
| GF            | London South West                    | Greater London bis 1974 |
| GG            | Glasgow                              | |
| GH            | London South West                    | Greater London bis 1974 |
| GJ            | London South West                    | Greater London bis 1974 |
| GK            | London South West                    | Greater London bis 1974 |
| GL            | Truro                                | Bath bis 1974 |
| GM            | Reading                              | Motherwell bis 1974 |
| GN            | London South West                    | Greater London bis 1974 |
| GO            | London South West                    | Greater London bis 1974 |
| GP            | London South West                    | Greater London bis 1974 |
| GR            | Durham                               | Sunderland bis 1974, Durham bis 1981, zugeteilt durch Newcastle für Durham ab 1981; sehr selten 1981–1997                                                                                |
| GS            | Luton                                | Perthshire bis 1974 |
| GT            | London South West                    | Greater London bis 1974 |
| GU            | London South East                    | Greater London bis 1974 |
| GV            | Ipswich                              | West Suffolk bis 1974 |
| GW            | London South East                    | Greater London bis 1974 |
| GX            | London South East                    | Greater London bis 1974 |
| GY            | London South East                    | Greater London bis 1974 |
| H             | Middlesex                            | (bis 1912 sowie 1953 bis 1964) |
| HA            | Dudley                               | Smethwick bis 1966, Warley 1966–1974; selten seit 1996 |
| HB            | Cardiff                              | Merthyr Tydfil bis 1974 |
| HC            | Hastings                             | Eastbourne bis 1974, Hastings bis 1980, Brighton für Hastings ab 1980 |
| HD            | Huddersfield                         | Dewsbury bis 1974 |
| HE            | Sheffield                            | Barnsley bis 1974 |
| HF            | Liverpool                            | Wallasey bis 1974 |
| HG            | Preston                              | Burnley bis 1974 |
| HH            | Carlisle                             | |
| HJ            | Chelmsford                           | Southend bis 1974 |
| HK            | Chelmsford                           | Essex bis 1974 |
| HL            | Sheffield                            | Wakefield bis 1974 |
| HM            | London Central bis P Präfix          | East Ham bis 1965, Greater London 1965–1974; Werbegebrauch & Regierungsgebrauch erst seit 1997er R Präfix                                                                                |
| HN            | Middlesbrough                        | Darlington bis 1974 |
| HO            | Salisbury                            | Hampshire bis 1974, Salisbury bis 1980, zugeteilt durch Bournemouth für Salisbury ab 1980                                                                                                |
| HP            | Coventry                             | |
| HR            | Swindon                              | |
| HS            | Glasgow                              | Renfrewshire bis 1974 |
| HT            | Bristol                              | |
| HU            | Bristol                              | |
| HV            | London Central bis P Präfix          | East Ham bis 1965, Greater London 1965–1974; Regierungsgebrauch erst seit 1997 R Präfix                                                                                                  |
| HW            | Bristol                              | |
| HX            | London Central bis P Präfix          | Middlesex bis 1965, Greater London 1965–1974; Regierungsgebrauch erst seit 1997 R Präfix                                                                                                 |
| HY            | Bristol                              | |
| J             | Durham                               | (bis 1922) |
| JA            | Manchester                           | Stockport bis 1974 |
| JB            | Reading                              | Berkshire to1974 |
| JC            | Bangor                               | Caernarvon bis 1974 |
| JD            | London Central bis P Präfix          | Middlesex bis 1965, Greater London 1965–1974; Regierungsgebrauch erst seit 1997 R Präfix                                                                                                 |
| JE            | Cambridge                            | Isle Of Ely bis 1965, Cambridge bis 1980, zugeteilt durch Peterborough ab 1980; selten 1980–1995                                                                                         |
| JF            | Leicester                            | |
| JG            | nicht verwendet                      | Canterbury bis 1981 |
| JH            | Reading                              | Hertfordshire bis 1974 |
| JJ            | nicht verwendet                      | Greater London bis 1974, Canterbury bis 1981 |
| JK            | Hastings                             | Eastbourne bis 1974, Hastings bis 1980, zugeteilt durch Brighton ab 1980 für Hastings |
| JL            | Boston                               | Holland bis 1974, Boston bis 1981, zugeteilt durch Lincoln für Boston ab 1981 |
| JM            | Reading                              | Westmorland bis 1974 |
| JN            | Chelmsford                           | Southend bis 1974 |
| JO            | Oxford                               | |
| JP            | Wigan bis 1974, Warrington bis 1981  | sehr selten, falls überhaupt zugeteilt, seit 1981 |
| JR            | Newcastle                            | Northumberland bis 1974 |
| JS            | Stornoway                            | Ross bis 1974, Stornoway bis 1980, zugeteilt durch Inverness für Stornoway seit 1980 |
| JT            | Bournemouth                          | Dorset bis 1974 |
| JU            | Leicester                            | |
| JV            | Grimsby                              | Grimsby bis 1980, zugeteilt durch Lincoln für Grimsby seit 1980 |
| JW            | Birmingham                           | Wolverhampton bis 1974 |
| JX            | Huddersfield                         | Halifax bis 1974 |
| JY            | nicht verwendet                      | Plymouth bis 1981 |
| K             | Liverpool                            | (bis 1914 sowie 1960 bis 1964) |
| KA            | Liverpool                            | selten seit P Präfix |
| KB            | Liverpool                            | selten seit P Präfix |
| KC            | Liverpool                            | selten seit P Präfix |
| KD            | Liverpool                            | selten seit P Präfix |
| KE            | Maidstone                            | Kent bis 1974 |
| KF            | Liverpool                            | selten seit P Präfix |
| KG            | Cardiff                              | |
| KH            | Beverley VRO                         | Hull |
| KJ            | Maidstone                            | Kent bis 1974 |
| KK            | Maidstone                            | Kent bis 1974 |
| KL            | Maidstone                            | Kent bis 1974 |
| KM            | Maidstone                            | Kent bis 1974 |
| KN            | Maidstone                            | Kent bis 1974 |
| KO            | Maidstone                            | Kent bis 1974 |
| KP            | Maidstone                            | Kent bis 1974 |
| KR            | Maidstone                            | Kent bis 1974 |
| KS            | Selkirk                              | Roxburghshire bis 1974, St Boswells 1974/75, Selkirk 1975–1980, zugeteilt durch Edinburgh für Selkirk seit 1980                                                                          |
| KT            | nicht verwendet                      | Kent bis 1974, Canterbury bis 1981 |
| KU            | Sheffield                            | Bradford bis 1974 |
| KV            | Coventry                             | |
| KW            | Sheffield                            | Bradford bis 1974 |
| KX            | Luton                                | Buckinghamshire bis 1974 |
| KY            | Sheffield                            | Bradford bis 1974 |
| L             | Glamorgan                            | (bis 1921) |
| LA            | London North West                    | Greater London bis 1974 |
| LB            | London North West                    | Greater London bis 1974 |
| LC            | London North West                    | Greater London bis 1974 |
| LD            | London North West                    | Greater London bis 1974 |
| LE            | London North West                    | Greater London bis 1974 |
| LF            | London North West                    | Greater London bis 1974 |
| LG            | Chester                              | Cheshire bis 1974 |
| LH            | London North West                    | Greater London bis 1974 |
| LJ            | Bournemouth                          | |
| LK            | London North West                    | Greater London bis 1974 |
| LL            | London North West                    | Greater London bis 1974 |
| LM            | London North West                    | Greater London bis 1974 |
| LN            | London North West                    | Greater London bis 1974 |
| LO            | London North West                    | Greater London bis 1974 |
| LP            | London North West                    | Greater London bis 1974 |
| LR            | London North West                    | Greater London bis 1974 |
| LS            | Stirling                             | Selkirkshire bis 1974, Stirling bis 1981, zugeteilt durch Edinburgh für Stirling ab 1981                                                                                                 |
| LT            | London North West                    | Greater London bis 1974 |
| LU            | London North West                    | Greater London bis 1974 |
| LV            | Liverpool                            | |
| LW            | London North West                    | Greater London bis 1974 |
| LX            | London North West                    | Greater London bis 1974 |
| LY            | London North West                    | Greater London bis 1974 |
| M             | Cheshire                             | (bis 1919) |
| MA            | Chester                              | Cheshire bis 1974 |
| MB            | Chester                              | Cheshire bis 1974 |
| MC            | London North East                    | Middlesex bis 1965, Greater London bis 1974 |
| MD            | London North East                    | Greater London bis 1974 |
| ME            | London North East                    | Middlesex bis 1965, Greater London bis 1974 |
| MF            | London North East                    | Middlesex bis 1965, Greater London bis 1974 |
| MG            | London North East                    | Middlesex bis 1965, Greater London bis 1974 |
| MH            | London North East                    | Middlesex bis 1965, Greater London bis 1974 |
| MJ            | Luton                                | Bedford bis 1974 |
| MK            | London North East                    | Middlesex bis 1965, Greater London bis 1974; selten seit 1997 |
| ML            | London North East                    | Middlesex bis 1965, Greater London bis 1974; selten seit 1997 |
| MM            | London North East                    | Middlesex bis 1965, Greater London bis 1974; selten seit 1997 |
| MN            | nicht verwendet                      | Isle of Man |
| MO            | Reading                              | Berkshire bis 1974 |
| MP            | London North East (selten seit 1997) | Middlesex bis 1965, Greater London bis 1974 |
| MR            | Swindon                              | Wiltshire bis 1974 |
| MS            | Stirling                             | Stirling bis 1981, zugeteilt durch Edinburgh für Stirling ab 1981 |
| MT            | London North East                    | Middlesex bis 1965, Greater London bis 1974; selten seit 1997 |
| MU            | London North East                    | Middlesex bis 1965, Greater London bis 1974; selten seit 1997 |
| MV            | London South East                    | Middlesex bis 1965, Greater London bis 1974 |
| MW            | Swindon                              | Wiltshire bis 1974 |
| MX            | London South East                    | Middlesex bis 1965, Greater London bis 1974 |
| MY            | London South East                    | Middlesex bis 1965, Greater London bis 1974 |
| N             | Manchester                           | (bis 1913 sowie 1959 bis 1964) |
| NA            | Manchester                           | |
| NB            | Manchester                           | |
| NC            | Manchester                           | |
| ND            | Manchester                           | |
| NE            | Manchester                           | |
| NF            | Manchester                           | |
| NG            | Norwich                              | Norfolk bis 1974 |
| NH            | Northampton                          | verbreitet, besonders seit Mitte der 1980er |
| NJ            | Brighton                             | East Sussex bis 1974 |
| NK            | Luton                                | Hertfordshire bis 1974 |
| NL            | Newcastle                            | Northumberland bis 1974 |
| NM            | Luton                                | Bedfordshire bis 1974 |
| NN            | Nottingham                           | |
| NO            | Chelmsford                           | |
| NP            | Worcester                            | |
| NR            | Leicester                            | |
| NS            | Glasgow                              | Sutherland bis 1974 |
| NT            | Shrewsbury                           | Shropshire bis 1974 |
| NU            | Nottingham                           | Derbyshire bis 1974 |
| NV            | Northampton                          | verbreitet, besonders seit Mitte der 1980er |
| NW            | Leeds                                | |
| NX            | Dudley                               | Warwickshire bis 1974, selten seit 1994 |
| NY            | Cardiff                              | Glamorganshire bis 1974 |
| O             | Birmingham                           | (bis 1913) |
| OA            | Birmingham                           | |
| OB            | Birmingham                           | |
| OC            | Birmingham                           | |
| OD            | Exeter                               | Devon bis 1974; die Kombination GOD ist nicht ausgegeben worden |
| OE            | Birmingham                           | |
| OF            | Birmingham                           | |
| OG            | Birmingham                           | |
| OH            | Birmingham                           | |
| OJ            | Birmingham                           | |
| OK            | Birmingham                           | |
| OL            | Birmingham                           | |
| OM            | Birmingham                           | |
| ON            | Birmingham                           | |
| OO            | Chelmsford                           | |
| OP            | Birmingham                           | |
| OR            | Portsmouth                           | Hampshire bis 1974 |
| OS            | Stranraer                            | Wigtown bis 1974, Stranraer bis 1981, zugeteilt durch Glasgow für Stranraer ab 1981 |
| OT            | Portsmouth                           | |
| OU            | Bristol                              | Hampshire bis 1974 |
| OV            | Birmingham                           | |
| OW            | Portsmouth                           | Southampton bis 1974 |
| OX            | Birmingham                           | |
| OY            | London North West                    | Croydon bis 1965, Greater London bis 1974 |
| P             | Surrey                               | (bis 1913) |
| PA            | Guildford                            | Surrey bis 1974 |
| PB            | Guildford                            | Surrey bis 1974 |
| PC            | Guildford                            | Surrey bis 1974 |
| PD            | Guildford                            | Surrey bis 1974 |
| PE            | Guildford                            | Surrey bis 1974 |
| PF            | Guildford                            | Surrey bis 1974 |
| PG            | Guildford                            | Surrey bis 1974 |
| PH            | Guildford                            | Surrey bis 1974 |
| PJ            | Guildford                            | Surrey bis 1974 |
| PK            | Guildford                            | Surrey bis 1974 |
| PL            | Guildford                            | Surrey bis 1974 |
| PM            | Guildford                            | East Sussex bis 1974 |
| PN            | Brighton                             | East Sussex bis 1974 |
| PO            | Portsmouth                           | West Sussex bis 1974; GPO wurde nicht ausgegeben, bis 1965 vom General Post Office benutzt                                                                                               |
| PP            | Luton                                | Buckinghamshire bis 1974 |
| PR            | Bournemouth                          | Dorset bis 1974 |
| PS            | Shetland Isles                       | zugeteilt durch Zetland bis 1974, Lerwick bis 1980 und Aberdeen ab 1980 (selten auf UK Hauptinsel)                                                                                       |
| PT            | Durham                               | Durham bis 1981, zugeteilt durch Newcastle für Durham ab 1981; selten seit 1981 |
| PU            | Chelmsford                           | |
| PV            | Ipswich                              | |
| PW            | Norwich                              | |
| PX            | Portsmouth                           | West Sussex bis 1974 |
| PY            | Middlesbrough                        | North Yorkshire bis 1974 |
| R             | Derbyshire                           | (bis 1923 sowie 1962 bis 1964) |
| RA            | Nottingham                           | Derbyshire bis 1974 |
| RB            | Nottingham                           | Derbyshire bis 1974 |
| RC            | Nottingham                           | Derbyshire bis 1974 |
| RD            | Reading                              | |
| RE            | Stoke on Trent                       | Staffordshire bis 1974 |
| RF            | Stoke on Trent                       | Staffordshire bis 1974 |
| RG            | Newcastle                            | Aberdeen bis 1974 |
| RH            | Beverley VRO (Hull)                  | |
| RJ            | Manchester                           | Salford bis 1974 |
| RK            | London North West                    | Croydon bis 1965, Greater London bis 1974 |
| RL            | Truro                                | Cornwall bis 1974 |
| RM            | Carlisle                             | Cumberland bis 1974 |
| RN            | Preston                              | |
| RO            | Luton                                | Hertfordshire bis 1974 |
| RP            | Northampton                          | Northamptonshire bis 1974 |
| RR            | Nottingham                           | Nottinghamshire bis 1974 |
| RS            | Aberdeen                             | Die Kombination ARS wurde nicht ausgegeben |
| RT            | Ipswich                              | East Suffolk bis 1974 |
| RU            | Bournemouth                          | |
| RV            | Portsmouth                           | |
| RW            | Coventry                             | |
| RX            | Reading                              | Berkshire bis 1974 |
| RY            | Leicester                            | |
| S             | Edinburgh                            | (bis 1920) |
| SA            | Aberdeen                             | Aberdeenshire bis 1974 |
| SB            | Oban                                 | Argyllshire bis 1974, Oban bis 1980, zugeteilt durch Glasgow für Oban ab 1980 |
| SC            | Edinburgh                            | |
| SD            | Ayrshire                             | Ayrshire bis 1981, zugeteilt durch Glasgow für Ayrshire ab 1981 |
| SE            | Keith                                | Banffshire bis 1974, Keith bis 1981, zugeteilt durch Aberdeen für Keith ab 1981 |
| SF            | Edinburgh                            | |
| SG            | Edinburgh                            | |
| SH            | Selkirk                              | Berwick bis 1974, St Boswells bis 1975, Selkirk bis 1980, zugeteilt durch Edinburgh für Selkirk ab 1980                                                                                  |
| SJ            | Ayr                                  | Bute bis 1974, Ayr bis 1981, zugeteilt durch Glasgow für Ayr ab 1981 |
| SK            | Wick                                 | Caithness bis 1974, Wick bis 1981, zugeteilt durch Inverness für Wick ab 1981 |
| SL            | Dundee                               | Clackmannan bis 1974 |
| SM            | Dumfries                             | Dumfries bis 1981, zugeteilt durch Carlisle für Dumfries ab 1981 |
| SN            | Dundee                               | nicht USN, um Verwechslung mit United States Navy Fahrzeugen zu vermeiden, die diese Kombination früher verwendeten; Dunbartonshire bis 1974                                             |
| SO            | Aberdeen                             | Elginshire bis 1919, Morayshire bis 1974 |
| SP            | Dundee                               | Fife bis 1974 |
| SR            | Dundee                               | Forfarshire bis 1928, Angus bis 1974 |
| SS            | Aberdeen                             | Haddingtonshire bis 1921, East Lothian bis 1974 |
| ST            | Inverness                            | |
| SU            | Glasgow                              | Kincardine bis 1974; (CSU1 – YSU999 nur für Wiederzulassung) |
| SV            | Kinross                              | Zwei-Buchstaben-Code für Kinross bis 1963, und von 1964 bis 1974 normal mit Suffix, ASV1 – YSV999 als Kennzeichen für Wiederzulassung. SV wurde seit dem 1974er N Suffix nicht zugeteilt |
| SW            | Dumfries                             | Kirkcudbrightshire bis 1974, Dumfries bis 1981, zugeteilt durch Carlisle für Dumfries ab 1981                                                                                            |
| SX            | Edinburgh                            | Linlithgowshire bis 1921, West Lothian bis 1981 |
| SY            | seit 1974 nicht verwendet            | Midlothian bis 1974, einige vor-1963 Codes für Wiederzulassung benutzt |
| T             | Devon                                | (bis 1920) |
| TA            | Exeter                               | Devonshire bis 1974 |
| TB            | Warrington                           | Lancashire bis 1974, Warrington bis 1981, zugeteilt durch Liverpool ab 1981, sehr selten                                                                                                 |
| TC            | Bristol                              | Lancashire bis 1974 |
| TD            | Bolton                               | Lancashire bis 1974, Bolton bis 1981, zugeteilt durch Manchester für Bolton ab 1981; sehr selten zwischen 1981 und 1997                                                                  |
| TE            | Bolton                               | Lancashire bis 1974, Bolton bis 1981, zugeteilt durch Manchester für Bolton ab 1981; sehr selten zwischen 1981 und 1997                                                                  |
| TF            | Reading                              | Lancashire bis 1974 |
| TG            | Cardiff                              | Glamorgan bis 1974 |
| TH            | Swansea                              | Carmarthenshire bis 1974 |
| TJ            | Liverpool                            | Lancashire bis 1974 |
| TK            | nicht verwendet seit 1980            | Dorset bis 1974, Plymouth bis 1980 |
| TL            | Lincoln                              | Kesteven bis 1974 |
| TM            | Luton                                | Bedford bis 1974 |
| TN            | Newcastle                            | |
| TO            | Nottingham                           | |
| TP            | Portsmouth                           | |
| TR            | Portsmouth                           | Southampton bis 1974 |
| TS            | Dundee                               | |
| TT            | Exeter                               | Devonshire bis 1974 |
| TU            | Chester                              | |
| TV            | Nottingham                           | |
| TW            | Chelmsford                           | Essex bis 1974 |
| TX            | Cardiff                              | Glamorgan bis 1974 |
| TY            | Newcastle                            | Northumberland bis 1974 |
| U             | Leeds                                | (bis 1921 sowie 1957 bis 1964) |
| UA            | Leeds                                | |
| UB            | Leeds                                | |
| UC            | London Central bis P Präfix          | Greater London bis 1974; Regierungsgebrauch erst seit 1997 R Präfix; FUC wurde nie ausgegeben                                                                                            |
| UD            | Oxford                               | |
| UE            | Dudley                               | Warwickshire bis 1974; selten seit 1995 |
| UF            | Brighton                             | |
| UG            | Leeds                                | |
| UH            | Cardiff                              | |
| UJ            | Shewsbury                            | Shropshire bis 1974 |
| UK            | Birmingham                           | Wolverhampton bis 1974 |
| UL            | London Central bis P Präfix          | Greater London bis 1974; Regierungsgebrauch erst seit 1997 R Präfix |
| UM            | Leeds                                | Die Kombination BUM wurde nicht ausgegeben |
| UN            | seit 1981 nicht verwendet            | Denbeigh bis 1974, Barnstaple bis 1981 |
| UO            | seit 1981 nicht verwendet            | Devon bis 1974, Barnstaple bis 1981 |
| UP            | Durham                               | Durham bis 1981, zugeteilt durch Newcastle für Durham ab 1981, sehr selten 1981–1996 |
| UR            | Luton                                | Hertfordshire bis 1974 |
| US            | Glasgow                              | Govan bis 1912 |
| UT            | Leicester                            | |
| UU            | London Central bis P Präfix          | Greater London bis 1974; Regierungsgebrauch erst seit 1997 R Präfix; die Kombination DUW (‚Gott‘ in Walisisch) wurde nicht ausgegeben                                                    |
| UV            | London Central bis P Präfix          | Greater London bis 1974; Regierungsgebrauch erst seit 1997 R Präfix; die Kombination DUW (‚Gott‘ in Walisisch) wurde nicht ausgegeben                                                    |
| UW            | London Central bis P Präfix          | Greater London bis 1974; Regierungsgebrauch erst seit 1997 R Präfix; die Kombination DUW (‚Gott‘ in Walisisch) wurde nicht ausgegeben                                                    |
| UX            | Shrewsbury                           | Shropshire bis 1974 |
| UY            | Worcester                            | |
| V             | Lanarkshire                          | (bis 1922) |
| VA            | Cambridge                            | Lanarkshire bis 1974, Cambridge bis 1980, zugeteilt durch Peterborough für Cambridge ab 1980; selten 1980–1995                                                                           |
| VB            | seit 1981 nicht verwendet            | Croydon bis 1965, Greater London bis 1974, Canterbury bis 1981 |
| VC            | Coventry                             | |
| VD            | seit 1977 nicht verwendet            | Lanarkshire bis 1974, Luton 1974–1977 |
| VE            | Cambridge                            | Cambridge bis 1980, zugeteilt durch Peterborough für Cambridge ab 1980; selten 1981–1995                                                                                                 |
| VF            | Norwich                              | Norfolk bis 1974 |
| VG            | Norwich                              | |
| VH            | Huddersfield                         | |
| VJ            | Hereford                             | Herefordshire bis 1974, Hereford bis 1981, zugeteilt durch Gloucester für Hereford ab 1981                                                                                               |
| VK            | Newcastle                            | |
| VL            | Lincoln                              | |
| VM            | Manchester                           | |
| VN            | Middlesbrough                        | North Yorkshire bis 1974 |
| VO            | Nottingham                           | |
| VP            | Birmingham                           | |
| VR            | Manchester                           | |
| VS            | Luton                                | Greenock bis 1974 |
| VT            | Stoke on Trent                       | |
| VU            | Manchester                           | |
| VV            | Northampton                          | verbreitet |
| VW            | Chelmsford                           | Essex bis 1974 |
| VX            | Chelmsford                           | Essex bis 1974 |
| VY            | York                                 | York bis 1980, zugeteilt durch Leeds für York ab 1980, sehr selten 1981–1997 |
| W             | Sheffield                            | (bis 1919 sowie 1960 bis 1964) |
| WA            | Sheffield                            | |
| WB            | Sheffield                            | |
| WC            | Chelmsford                           | Essex bis 1974 |
| WD            | Dudley                               | Warwickshire bis 1974, selten seit 1994 |
| WE            | Sheffield                            | |
| WF            | Sheffield                            | East Yorkshire bis 1974 |
| WG            | Sheffield                            | Stirling bis 1974 |
| WH            | Bolton                               | Bolton bis 1981, zugeteilt durch Manchester für Bolton ab 1981, sehr selten 1981–1997 |
| WJ            | Sheffield                            | |
| WK            | Coventry                             | |
| WL            | Oxford                               | verbreitet |
| WM            | Liverpool                            | Southport bis 1974 |
| WN            | Swansea                              | |
| WO            | Cardiff                              | Monmouthshire bis 1974 |
| WP            | Worcester                            | |
| WR            | Leeds                                | West Yorkshire bis 1974 |
| WS            | Bristol                              | Leith bis 1920, Edinburgh bis 1974 |
| WT            | Leeds                                | West Yorkshire bis 1974 |
| WU            | Leeds                                | West Yorkshire bis 1974 |
| WV            | Brighton                             | Wiltshire bis 1974 |
| WW            | Leeds                                | West Yorkshire bis 1974 |
| WX            | Leeds                                | West Yorkshire bis 1974 |
| WY            | Leeds                                | West Yorkshire bis 1974 |
| X             | Northumberland                       | (bis 1921) |
| XA            |                                      | London C.C. bis 1963, Kirkcaldy 1963–1974, 1974 zurückgezogen |
| XB            |                                      | London C.C. bis 1963, Coatbridge 1964–1974, 1974 zurückgezogen |
| XC            |                                      | London C.C. bis 1963, Solihull 1964–1974, 1974 zurückgezogen |
| XD            |                                      | London C.C. bis 1963, Luton 1964–1974, 1974 zurückgezogen |
| XE            |                                      | London C.C. bis 1963, Luton 1964–1974, 1974 zurückgezogen |
| XF            |                                      | London C.C. bis 1963, von 1963 bis 1968 nicht verwendet, Torbay 1968 bis 1974, 1974 zurückgezogen                                                                                        |
| XG            |                                      | Middlesbrough bis 1968, Teesside 1968–1974, 1974 zurückgezogen |
| XH            |                                      | London C.C. bis 1963, 1963 zurückgezogen |
| XJ            |                                      | Manchester bis 1974 |
| XK            |                                      | London C.C. bis 1963, 1963 zurückgezogen |
| XL            |                                      | London C.C. bis 1963, 1963 zurückgezogen |
| XM            |                                      | London C.C. bis 1963, 1963 zurückgezogen |
| XN            |                                      | London C.C. bis 1963, 1963 zurückgezogen |
| XO            |                                      | London C.C. bis 1963, 1963 zurückgezogen |
| XP            | EU-Export seit 1993                  | London C.C. bis 1963, 1963 zurückgezogen |
| XR            |                                      | London C.C. bis 1963, 1963 zurückgezogen |
| XS            |                                      | Paisley bis 1974, 1974 zurückgezogen, RXS 1984 wieder eingeführt für Diplomaten |
| XT            |                                      | London C.C. bis 1963, 1963 zurückgezogen |
| XU            |                                      | London C.C. bis 1963, 1963 zurückgezogen |
| XV            |                                      | London C.C. bis 1963, 1963 zurückgezogen |
| XW            |                                      | London C.C. bis 1963, 1963 zurückgezogen |
| XX            |                                      | London C.C. bis 1963, 1963 zurückgezogen; XXX wurde anscheinend nie zugeteilt |
| XY            |                                      | London C.C. bis 1963, 1963 zurückgezogen |
| Y             | Somerset                             | (bis 1921) |
| YA            | Taunton                              | Somerset bis 1974 |
| YB            | Taunton                              | Somerset bis 1974 |
| YC            | Taunton                              | Somerset bis 1974 |
| YD            | Taunton                              | Somerset bis 1974 |
| YE            | seit 1997 nicht verwendet            | Greater London bis 1974, London Central bis 1997 |
| YF            | seit 1997 nicht verwendet            | Greater London bis 1974, London Central bis 1997 |
| YG            | Leeds                                | |
| YH            | seit 1997 nicht verwendet            | Greater London bis 1974, London Central bis 1997 |
| YJ            | Brighton                             | Dundee bis 1974 |
| YK            | seit 1997 nicht verwendet            | Greater London bis 1974, London Central bis 1997 |
| YL            | seit 1997 nicht verwendet            | Greater London bis 1974, London Central bis 1997 |
| YM            | seit 1997 nicht verwendet            | Greater London bis 1974, London Central bis 1997 |
| YN            | seit 1997 nicht verwendet            | Greater London bis 1974, London Central bis 1997 |
| YO            | seit 1997 nicht verwendet            | Greater London bis 1974, London Central bis 1997 |
| YP            | seit 1997 nicht verwendet            | Greater London bis 1974, London Central bis 1997 |
| YR            | seit 1997 nicht verwendet            | Greater London bis 1974, London Central bis 1997 |
| YS            | Glasgow                              | |
| YT            | seit 1997 nicht verwendet            | Greater London bis 1974, London Central bis 1997 |
| YU            | seit 1997 nicht verwendet            | Greater London bis 1974, London Central bis 1997 |
| YV            | seit 1997 nicht verwendet            | Greater London bis 1974, London Central bis 1997 |
| YW            | London Central                       | Greater London bis 1974 |
| YX            | London Central                       | Greater London bis 1974 |
| YY            | London Central                       | Greater London bis 1974 |

## Diplomatenkennzeichen
siehe dazu: Diplomatenkennzeichen (Großbritannien)